# Интеррекс
Интерре́кс (лат. interrex — междуцарь) — экстраординарная магистратура в Древнем Риме.
Как видно из названия, происходит из царской эпохи Рима. Первый интеррекс был избран после смерти Ромула, и затем это повторялось после смерти каждого из царей. Интеррекс избирался жребием из десяти старших сенаторов, на 5 дней. Он должен был в этот срок созвать комиции с целью выбора нового царя. Если он не успевал этого сделать, он по истечении срока слагал с себя власть, и на новые 5 дней жребием выбирался новый интеррекс. Так продолжалось, пока старшие сенаторы не останавливали своего выбора на одном лице. Тогда тот из них, кто исправлял должность интеррекса, докладывал о выборе всему сенату, и если последний был согласен, интеррекс созывал комиции.
Этот институт сохранялся в течение всего времени республики, с той лишь разницей, что интеррексы назначались патрицианскими чинами сената без жребия. К избранию интеррекса прибегали, когда по каким-нибудь обстоятельствам не было консулов, например, если оба они умерли, или пали в битве, или сложили с себя полномочия. Иногда, впрочем, вместо интеррекса с целью избрания новых консулов назначали диктатора. Бывали случаи, что число интеррексов, поочередно сменявших друг друга, доходило до 14: тогда в дело выбора новых консулов вмешивались народные трибуны и воспрещали дальнейшее назначение интеррексов.

## Список известных интеррексов
| Год             | Интеррекс | Примечание |
| --------------- | --- | --- |
| 509             | Спурий Лукреций Триципитин | Интеррекс после свержения Тарквиния Гордого для назначения первых преторов (консулов) в истории Рима. Спурий Лукреций был единственным интеррексом в тот год. |
| 482             | Авл Семпроний Атратин Спурий Ларций Флав | Авл Семпроний пробыв интеррексом положенные 5 дней назначил своим преемником Спурия Ларция, который в свою очередь провел выборы преторов (консулов). |
| 463             | (?) Гай Эмилий Мамерк | Согласно Иоанну Лиду, на 48 году от основания Республики Гай Эмилий был назначен диктатором. Но согласно консульским фастам в этом году не было диктаторов. Роберт Броутон предполагает, что Лид принял интеррекса за диктатора. |
| 462             | Публий Валерий Публикола | Публий Валерий стал интеррексом после нескольких периодов междуцарствий (других интеррексов). Имена других интеррексов не известны. |
| 444             | Тит Квинкций Капитолин Барбат | |
| 420             | Луций Папирий Мугиллан | Луций Папирий стал интеррексом после длинной череды сменяющих друг друга интеррексов. Имена других интеррексов не известны. |
| 413             | Квинт Фабий Вибулан Амбуст | |
| 396             | Луций Валерий Потит Квинт Сервилий Фиденат Марк Фурий Камилл | Судя по тексту Ливия, интеррексы были назначены («Интеррексов назначили сразу трех») либо одновременно сразу три, либо был заранее определён порядок их вступления в должность (при обычной процедуре по истечении 5 дней выбирали нового интеррекса). |
| 391             | Марк Фурий Камилл (2-й раз) Публий Корнелий Сципион Луций Валерий Потит (2-й раз) | |
| 389             | Публий Корнелий Сципион (2-й раз) Марк Фурий Камилл (3-й раз) | |
| 387             | Марк Манлий Капитолин Сервий Сульпиций Камерин Луций Валерий Потит (3-й раз) | |
| 355             | Квинт Сервилий Агала Марк Фабий Амбуст Гней Манлий Капитолин Империоз Гай Фабий Амбуст Гай Сульпиций Петик Луций Эмилий Мамерцин Квинт Сервилий Агала (2-й раз) Марк Фабий Амбуст (2-й раз) | Квинт Сервилий и Марк Фабий были избраны дважды: первыми и последними из восьми интеррексов. |
| 352             | Луций Корнелий Сципион | Луций Корнелий был 12-м по счету интеррексом. Имена одиннадцати других интеррексов не известны. |
| 351             | Гай Сульпиций Петик (2-й раз) Марк Фабий Амбуст (3-й раз) | |
| 340             | Марк Валерий Корв (?) Марк Фабий Амбуст (4-й раз) или Марк Фабий Дорсуон | Единственным источником по интеррексам этого года является Тит Ливий, но в его тексте нет указания на их когномены: «Так началось междуцарствие, которое осуществляли Марк Валерий и Марк Фабий»). Под первым магистратом современные историки признают Марк Валерий Корва, а насчет второго единства нет: либо это указанный Марк Фабий Амбуст, либо это мог быть Марк Фабий Дорсуон. |
| 332             | Марк Валерий Корв (2-й раз) | Марк Валерий был 5-м по счету интеррексом. Имена четверых других интеррексов не известны. |
| 326             | Луций Эмилий Мамерцин Привернат | Луций Эмилий был 14-м по счету интеррексом. Имена тринадцати других интеррексов не известны. |
| 320             | Квинт Фабий Максим Руллиан Марк Валерий Корв (3-й раз) | |
| 300 (?)         | Аппий Клавдий Цек | Согласно Корпусу латинских надписей Аппий Клавдий был интерресксом трижды, но точно известна только одна дата (298). 300 год до н. э. предложен Дементьевой В. В. |
| 298             | Аппий Клавдий Цек (2-й раз) Публий Сульпиций Саверрион | |
| 291             | Луций Постумий Мегелл Аппий Клавдий Цек (3-й раз) | Согласно Корпусу латинских надписей Аппий Клавдий был интерресксом трижды, но точно известна только одна дата (298). 291 год до н. э. предложен Дементьевой В. В. |
| 222 (?)         | Квинт Фабий Максим Кунктатор | Согласно Корпусу латинских надписей Квинт Фабий был дважды интерресксом. Но оба раза в неизвестные даты. 222 год до н. э. предложен Робертом Броутоном на основании указания Плутарха об избрании интеррексами Марка Клавдия Марцелла консулом на этот год. |
| 216             | Гай Клавдий Центон Публий Корнелий Сципион Азина | |
| 208 (?)         | Квинт Фабий Максим Кунктатор (2-й раз) | Согласно Корпусу латинских надписей Квинт Фабий был дважды интерресксом. Но оба раза в неизвестные даты. 208 год до н. э. предложен, со ссылкой на Теодора Моммзена, Робертом Броутоном из предположения, что после смерти обоих консулов Квинт Фабий, возможно, был избран интеррексом в этом году, чтобы избрать консулов на 207 год до н. э. Тит Ливий, однако, указывает, что данные выборы проводил диктатор (Тит Манлий Торкват), хотя и говорит что в начале диктатор должен был провести Великие игры (то есть возможно после игр диктатор сложил с себя полномочия и сенаторы всё-таки выбрали интеррекса для проведения выборов консулов). |
| 175 или 162 (?) | Луций Эмилий Павел Македонский | Согласно Корпусу латинских надписей Луций Эмилий единожды был интерресксом, но неизвестно в какой год. Роберт Броутон предполагает что скорее всего это был 162 год до н. э., хотя и не исключает 175 год до н. э., когда назначались суффекты и была высокая вероятность назначения интеррекса, так как суффекты не могли проводить выборы (у Тита Ливия не сохранился рассказ о событиях 162 г. до н. э., а в рассказе про 175 г. до н. э. стоит лакуна в месте, где предположительно описываются выборы магистратов на тот год). |
| 82              | Луций Валерий Флакк | После победы Суллы в гражданской войне в конце 82 года до н. э. Луций Валерий был избран интеррексом, поскольку консулов тогда не было: Гней Папирий Карбон погиб в Сицилии, а Гай Марий младший — в Пренесте. Вместо того, чтобы организовать выборы новых консулов, он внёс законопроект о наделении Суллы полномочиями диктатора «для принятия законов и приведения республики в порядок» (legibus faciendis et rei publicae constituendae causa), причём не на полгода, как это делалось во времена классической Республики, а на неограниченное время. Когда эта инициатива стала законом, Сулла сделал Флакка своим начальником конницы. |
| 77              | Аппий Клавдий Пульхр | |
| 55              | Марк Валерий Мессала Нигер | Согласно Корпусу латинских надписей Марк Валерий был трижды интерресксом, но в какие даты неизвестно. 55 год до н. э. предложен Робертом Броутоном. Предположением для этой даты являлось, видимо, то, что выборы консулов, которые обычно проводились летом, были задержаны из-за беспорядков, устроенных Помпеем, и состоялись лишь в январе 55 года до н. э., тогда как полномочия предыдущих консулов заканчивались 31 декабря. А интеррекс(-ы) назнался(-ись) до вступления в должность новых консулов. |
| 53              | Марк Валерий Мессала Нигер (2-й раз) Квинт Цецилий Метелл Пий Сципион | Из-за продолжавшихся все время с конца 54 г. до н. э. волнений и беспорядков консулы были выбраны только в квинктилии (июле) 53 г. до н. э. Все это время сенат назначал интеррексов. Имена их не известны. Одним из них предположительно был Марк Валерий, так как согласно Корпусу латинских надписей он трижды был интерресксом, но в какие даты неизвестно (53 год до н. э. предложен Робертом Броутоном). Другим интеррексом был, согласно датированной июнскими идами (13 июня) деревянной палочке с надписями, Квинт Цецилий. |
| 52              | Марк Эмилий Лепид Марк Валерий Мессала Нигер (3-й раз) Сервий Сульпиций Руф | После истечения полномочий предыдущих консулов из-за противодействий Помпея сенат не избирал интеррексов. Спустя 2 дня (20 января) после убийства Клодия первым интеррексом был все же выбран Марк Эмилий. Из-за начавшихся после убийства Клодия беспорядков избирали одного интеррекса за другим, так как комиции по выбору консулов не могли состояться из-за столкновений между кандидатами и присутствия шаек вооруженных людей. Наконец, за четыре дня до мартовских календ (25 февраля) последний интеррекс Сервий Сульпиций всё-таки организовал консульские выборы. Одним из интеррексов в этом промежутке был предположительно Марк Валерий, так как согласно Корпусу латинских надписей он трижды был интеррексом, но в какие даты неизвестно (52 год до н. э. предложен Робертом Броутоном). |

## Многократные интеррексы
Полный список интеррексов в истории Рима не известен. В таблице ниже представлен список известных многократных интеррексов.
| Кол-во  | Интеррекс                    | Года                       |
| ------- | ---------------------------- | -------------------------- |
| 3 или 4 | Марк Фабий Амбуст            | 355 (дважды), 351, 340 (?) |
| 3       | Аппий Клавдий Цек            | 300, 298, 291              |
| 3       | Луций Валерий Потит          | 396, 391, 387              |
| 3       | Марк Валерий Корв            | 340, 332, 320              |
| 3       | Марк Валерий Мессала Нигер   | 55, 53, 52                 |
| 3       | Марк Фурий Камилл            | 396, 391, 389              |
| 2       | Гай Сульпиций Петик          | 355, 351                   |
| 2       | Квинт Фабий Максим Кунктатор | 222, 208                   |
| 2       | Квинт Сервилий Агала         | 355 (дважды)               |
| 2       | Публий Корнелий Сципион      | 391, 389                   |